# Ejército de Prusia Oriental
El Ejército Prusia Oriental (en alemán: Armeeoberkommando Ostpreußen, abreviado AOK Ostpreußen) se creó a partir del 2.º Ejército del AOK y también absorbió los restos del 4.º Ejército el 7 de abril de 1945. El AOK Ostpreußen controlaba todas las tropas en Prusia Oriental y Prusia Occidental. Después de la pérdida de Gdańsk (entonces: Danzig) y Gdynia (entonces: Gotenhafen) en la Ofensiva de Prusia Oriental, el ejército había sido aislado en el golfo de Gdansk.

## Comandantes

### Comandante en Jefe
| Comandante                                                | Desde              | Hasta             | Total   |
| --------------------------------------------------------- | ------------------ | ----------------- | ------- |
| General der Panzertruppe Dietrich von Saucken (1892-1980) | 7 de abril de 1945 | 9 de mayo de 1945 | 32 días |

### Jefe del Estado Mayor
- Generalmajor Robert Macher

### 1.eroficial de operaciones
- Oberstleutnant i.G. Wolfgang Brennecke